# Rise Above Movement
Le Rise Above Movement (RAM) est une organisation néonazie américaine basée en Californie du Sud.

## Histoire
Le RAM est fondé en 2017 par Robert Rundo à Huntington Beach, en Californie.
Elle se définit comme un « fight club » qui se réunit dans des lieux secrets et s'entraînant aux sports de combat (MMA).
Le groupe se fait connaître pour ses actions violentes lors de manifestations à travers la Californie et lors de la manifestation « Unite the Right » à Charlottesville en 2017. Ses membres attaquent des contre-manifestants et des journalistes lors de plusieurs rassemblements, notamment à Berkeley et Huntington Beach.
En 2018, plusieurs de ses membres, dont son fondateur Robert Rundo, sont arrêtés et inculpés par le FBI pour incitation à l'émeute et association de malfaiteurs.
À la suite de cette vague d'arrestation, Rundo crée le réseau des Active Clubs.

## Affiliations
Le groupe entretient des liens avec les Hammerskins et diverses organisations néonazies européennes, en Allemagne et en Ukraine.

## Idéologie
Le RAM est d'idéologie néonazie.